# Symfonie nr. 3 (Stout)
Alan Stout componeerde zijn Symfonie nr. 3 in 1968. De symfonie die gebruikmaakt van een zangstem is een toonzetting van gedichten van een Finse schrijver in het Fins en Zweeds. De componist leefde een tijdje in Stockholm. De componist was nog met dit werk bezig toen hij opdracht kreeg van het Chicago Symphony Orchestra, dat resulteerde in zijn vierde symfonie. Het vreemde doet zich dan voor dat zowel symfonie nummer 2 als 4 voor het eerst werden gespeeld door dat orkest, maar dat de tussenliggende nooit op de lessenaars heeft gelegen. Het is ongepubliceerd gebleven (gegevens 2010).

## Orkestratie
- sopraan,
- mannenkoor
- ”normale” bezetting aan houtblazers
- ”normale” bezetting aan koperblazers
- percussie onbekend
- strijkinstrumenten

## Bron
- programmaboekje bij Symfonie nr. 4